# 河村順子

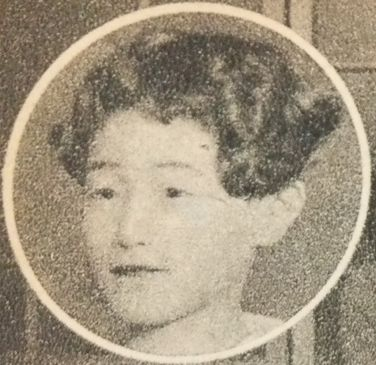
年月不明

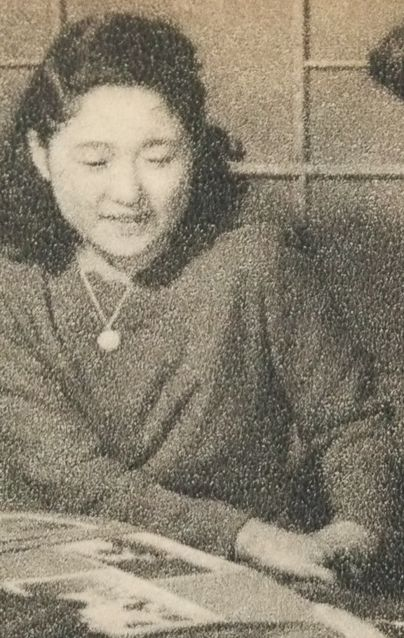
1948年

河村 順子（かわむら じゅんこ、1925年（大正14年）8月27日 - 2007年（平成19年）1月20日）は、日本の童謡歌手。父は童謡作曲家の河村光陽。妹もそれぞれ童謡歌手の陽子（1927年11月18日 - 2021年2月7日）、博子（1929年8月9日 - ）。

## 経歴
東京都小石川区久堅町出身。1932年（昭和7年）、「かごめかごめ」「お薬とり」でポリドール・レコードからデビュー。1935年（昭和10年）1月、ポリドール専属となる。1936年（昭和11年）、キングレコードに移籍し、同年2月、父河村光陽が作曲した「うれしいひなまつり」が大ヒット。以降父の作曲した「かもめの水兵さん」、「りんごのひとりごと」、「赤い帽子白い帽子」などがヒットした。特に、「かもめの水兵さん」については、戦前・戦中の童謡SP盤で一番販売した作品であった。
その後は声楽家の木下保に師事するが、1941年（昭和16年）、音楽学校入学のためキングとの専属を解消し、1944年（昭和19年）、武蔵野音楽学校声楽科に入学。1946年12月24日、父の光陽が急死し、父の率いていた子鳩会児童合唱団を引き継ぐ。
音楽学校卒業後、歌劇「カルメン」のミカエラ役として再デビュー。NHK「子供の時間」、ニッポン放送で歌のお姉さんとしてレギュラー出演する傍ら、キング、コロムビア、クラウンなど各社で童謡をレコーディング。
1963年（昭和38年）、オーストリア・ザルツブルクのオルフ研究所へ留学。帰国後の1966年（昭和41年）からは、千葉敬愛短期大学教授となり、音楽指導を行った。
1987年（昭和62年）にはCDで『河村順子・童謡の歩みI』を発売し、「流れ星」、「夕方のお母さん」などを新しく吹き込んだ。1991年（平成3年）には、続巻となる『河村順子・童謡の歩みII』を発売。
1985年（昭和60年）、第15回日本童謡賞特別賞を受賞。
57年間にも渡る長い活動歴で吹き込んだ童謡が約380曲になり、累計レコード売上が1000万枚以上に達した業績を称えられ、1989年（平成元年）には『ギネスブック』に登録された。
2007年1月20日、死去。81歳没。